# Sartang
Sartang (rusky Сартанг) je řeka v Jakutské republice v Rusku. Je dlouhá 620 km. Povodí řeky má rozlohu 17 800 km².

## Průběh toku
Odtéká z jezera Siskjujele na severním svahu Verchojanského pohoří. Teče převážně na sever přes Janskou vrchovinu. Společně s řekou Dulgalach je zdrojnicí Jany.

## Vodní režim
Zdrojem vody jsou sněhové a dešťové srážky. Průměrný roční průtok vody ve vzdálenosti 68 km od ústí činí 47,4 m³/s. Zamrzá na začátku října a rozmrzá na konci května, přičemž mezi koncem listopadu a květnem promrzá až do dna. Nejvyšších vodních stavů dosahuje od června do září.